# Angelo Diaz
Angelo Diaz (Curaçao, 28 januari 1959), in de Nederlandse pers vaak aangeduid als Angelo D., is een Nederlands crimineel van Curaçaose afkomst. Hij staat bekend als kroongetuige in diverse zaken tegen de Hells Angels Holland. 
De op Curaçao geboren Diaz komt op het eiland in aanraking met cocaïnetransporten en fungeert vervolgens als contactpersoon en inpakker in cocaïnelijnen van Colombia via Curaçao naar Nederland. Daarbij wordt volgens zijn verklaringen gebruikgemaakt van marinepersoneel, marinevoertuigen en medewerking die is verkregen van luchtvaartpersoneel, douane- en overheidspersoneel.
Diaz was tevens lid van de plaatselijke motorclub Brothers Caribbean, een met de Hells Angels bevriende club. 
Wanneer een partij van 293 kilo cocaïne wordt gestolen, is Diaz bang om daarvan de schuld te krijgen. Als hij in Nederland voor deze misgelopen deal verantwoording moet afleggen bij de Limburgse Hells Angels-afdeling Nomads, laat hij zich arresteren door de politie. Tijdens de verhoren verklaart hij alles wat hij weet over de criminele activiteiten van de Hells Angels in Nederland.